# Euphrasia paucifolia
Euphrasia paucifolia är en snyltrotsväxtart som beskrevs av Richard von Wettstein. Euphrasia paucifolia ingår i släktet ögontröster, och familjen snyltrotsväxter. Inga underarter finns listade i Catalogue of Life.